# Graafschap Rappoltstein

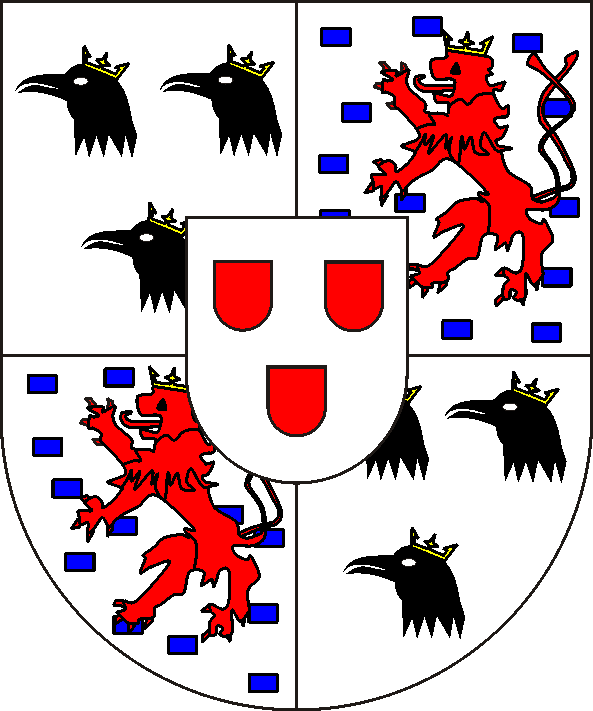
Graafschap Rappoltstein

Rappoltstein (Frans: Ribeaupierre) was een tot de Boven-Rijnse Kreits behorend graafschap binnen het Heilige Roomse Rijk.
In 1084 stond keizer Hendrik IV het kasteel Ribeaupierre af aan het prinsbisdom Bazel. Kort na 1162 beleende de bisschop van Bazel Egenolf I van Urslingen met Ribeaupierre. In 1279 werd het slot Hohnack (Hoheneck) verworven. In 1318 werd de graaf vazal van Rudolf van Habsburg. Dit leverde hem als leen het kasteel Haut-Kœnigsbourg op. In 1314 werd Heiteren verworven. De broers Ulrich IV en Bruno deelden het graafschap in 1373, maar omdat Ulrich geen nakomelingen had, werd de eenheid hersteld.
Na de godsdienstvrede van Augsburg in 1555 werd de Reformatie ingevoerd. Graaf Jan Jacob (1637-1673) was de eerste vorst in de Elzas die de soevereiniteit van koninkrijk Frankrijk erkende, omdat hij zich realiseerde dat de keizer niet in staat was de nodige bescherming te bieden. Deze houding werd door Frankrijk rijkelijk beloond.
Met het overlijden van Jan Jakob in 1673 was de dynastie uitgestorven. Ten gevolge van het huwelijk van zijn dochter Catharina Agatha met paltsgraaf Christiaan II van Palts-Birkenfeld kwam het graafschap in personele unie met het graafschap Sponheim en het graafschap Lützelstein.
Een dochter van graaf Georg Frederik, Anna Elizabeth was gehuwd met graaf Christiaan Lodewijk van Waldeck-Wildungen. Ook zij maakte aanspraak op de successie in het graafschap, maar zij verloor de strijd met haar nicht. De enige winst voor het huis Waldeck bestond uit het mogen voeren van de wapens en de titels: graaf van Rappoltstein, heer van Hoheneck en Geroldseck. Deze wapens sieren sommige winkels in Nederland omdat zij hofleverancier zijn geworden tijdens het regentschap van koningin Emma.
Aan de rechten van de graven kwam in 1790 een eind door de Franse Revolutie.

## Administratieve indeling
Het graafschap was verdeeld in de volgende acht ambten:
- Ribeauvillé
- Guémar
- Bergheim
- Zellenberg
- Heiteren
- Wihr-au-Val
- Orbey
- Sainte-Marie-aux-Mines (gedeeld met het hertogdom Lotharingen)

## Regenten
| regering  | naam                  | geboren    | overleden      | familie           |
| --------- | --------------------- | ---------- | -------------- | ----------------- |
|           | Ulrich van Urslingen  |            | na 1193        |                   |
|           | Egenolf II            |            | na 1221        | zoon              |
| tot 1283  | Ulrich III            |            | 11-4-1283      | kleinzoon         |
| 1283-1311 | Anselm II             |            | 1311           | broer             |
| 1311-1312 | Hendrik III           | voor 1285  | 4-12-1312      | broer             |
| 1312-1362 | Jan II                | voor 1309  | voor 25-5-1362 | zoon              |
| 1362-1377 | Ulrich IV             | voor 1337  | 11-7-1377      | zoon              |
| 1362-1398 | Bruno I               | voor 1344  | 14-5-1398      | broer             |
| 1398-1451 | Schlassmann I (Maxim) |            | 25-2-1451      | zoon              |
| 1451-1507 | Willem I              | 1427       | 20-6-1507      | zoon              |
| 1507-1517 | Schlassmann II        | 1437       | 31-8-1517      | broer             |
| 1517-1547 | Willem II             | 22-8-1468  | 17-10-1547     | zoon van Willem I |
| 1547-1585 | Egenolf III           | 22-8-1527  | 4-9-1585       | kleinzoon         |
| 1585-1637 | Eberhard              | 12-3-1570  | 27-8-1637      | zoon              |
| 1637-1651 | Georg Frederik        | 14-7-1594  | 30-8-1651      | zoon              |
| 1651-1673 | Jan Jacob             | 2-12-1598  | 25-7-1673      | broer             |
| 1673-1683 | Catharina Agatha      | 15-6-1648  | 16-7-1683      | dochter           |
| 1673-1717 | Christiaan II         | 22-6-1637  | 26-4-1717      | echtgenoot        |
| 1717-1735 | Christiaan III        | 7-11-1674  | 3-2-1735       | zoon              |
| 1735-1775 | Christiaan IV         | 6-9-1722   | 5-11-1775      | zoon              |
| 1775-1790 | Karel III             | 29-10-1746 | 1-4-1795       | zoon van broer    |